# Stanavazzo
Lo Stanavazzo o Stanavasso è un torrente che scorre nella provincia di Alessandria. Affluente di destra della Bormida, raccoglie le acque di alcune vallette della zona collinare pre-appenninica e attraversa poi l'alta pianura alessandrina.

## Idronimo

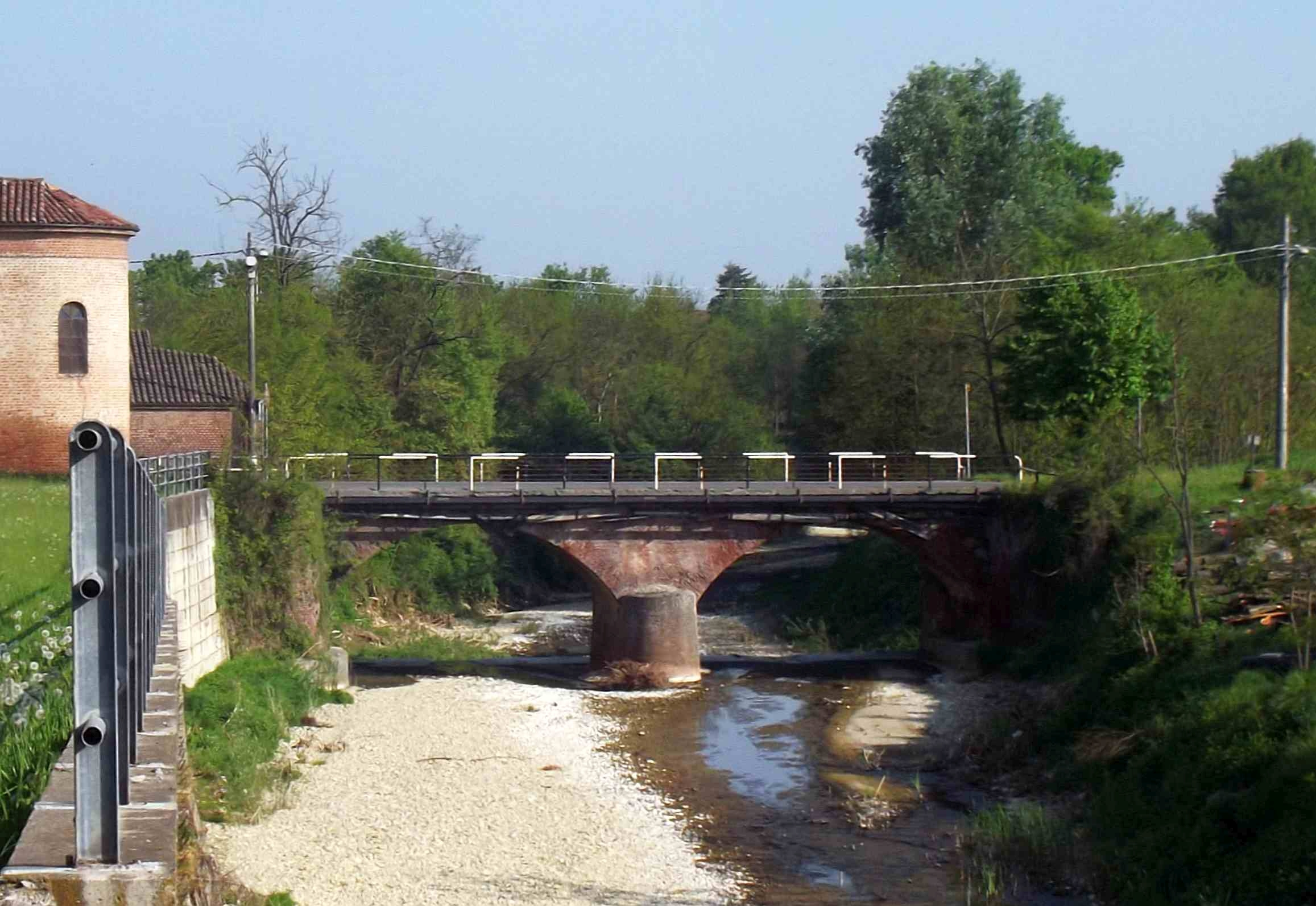
Il ponte di Sezzadio

Il nome Stanavasso compare in pubblicazioni di diverse epoche come ad esempio il Dizionario generale geografico-statistico degli Stati Sardi di Guglielmo Stefani (1855). Nell'Elenco delle acque pubbliche relativo alla Provincia di Alessandria, predisposto nel 1919 dal Ministero dei lavori pubblici, il torrente veniva denominato Stenevasso di Sezzè, dal nome al tempo utilizzato per il comune di Sezzadio. Nell'edizione 2007 della Carta Tecnica Regionale della Regione Piemonte è invece chiamato torrente Stanavazza nella sua parte più a valle e rio Stanavasso nella sua sezione collinare presso Trisobbio.
Varie fonti recenti nominano invece il corso d'acqua torrente Stanavazzo.,,

## Percorso
Il torrente nasce a circa 400 m s.l.m. poco a nord di Cremolino, formando una valletta che incide in direzione nord/sud le colline del pre-Appennino ligure. Tra Carpeneto e Montaldo Bormida riceve da destra le acque del rio Merdarolo e devia poi leggermente verso est uscendo nella pianura alessandrina. Raggiunto Castelferro (Predosa) lo Stanavazzo riceve da sinistra il rio Refondino. Devia infine verso ovest andando a lambire il centro di Sezzadio e gettandosi infine nella Bormida a 106 metri di quota.

## Affluenti principali
- Rio Merdarolo (3.2 km di lunghezza[1]): corre parallelo al tratto più a monte dello Stanavazzo e confluisce in esso da destra tra Carpeneto e Montaldo Bormida.
- Rio Valle Grano (4.5 km di lunghezza[1]) e rio Valle della Lupa (4.8 km di lunghezza[1]): raccolgono le acque delle ultime pendici collinari sulla sinistra dello Stanavazzo e confluiscono in quest'ultimo presso la frazione Mantovana (Predosa).
- Rio Refondino (o della Refondina, 6.7 km di lunghezza[1]), scorre nella pianura a sinistra dello Stanavazzo raggiungendolo presso Castelferro (Predosa).